# Spirama aegrota
Spirama aegrota là một loài bướm đêm trong họ Erebidae.